# Cycas cairnsiana
Cycas cairnsiana F.Muell., 1876 è una pianta appartenente alla famiglia delle Cycadaceae, endemica dell'Australia

## Descrizione
È una cicade con fusto eretto, alto sino a 2(-5) m e con diametro di 12-16 cm.
Le foglie, pennate, lunghe 60-110 cm, sono disposte a corona all'apice del fusto e sono rette da un picciolo lungo 18-27 cm; ogni foglia è composta da 180-220 paia di foglioline lanceolate, con margine revoluto, lunghe mediamente 8-18 cm, di colore blu tenue, inserite sul rachide con un angolo di 20-60°.
È una specie dioica con esemplari maschili che presentano microsporofilli disposti a formare strobili terminali di forma ovoidale, lunghi 16-20 cm e larghi 7-10 cm ed esemplari femminili con macrosporofilli che si trovano in gran numero nella parte sommitale del fusto, con l'aspetto di foglie pennate che racchiudono gli ovuli, in numero di 2-4.  
I semi sono grossolanamente ovoidali, lunghi 36-42 mm, ricoperti da un tegumento di colore dall'arancio al marrone.

## Distribuzione e habitat
È diffusa nelle campagne aride di Newcastle Range, nel nord-est del Queensland.

Prospera nei terreni poco profondi sovrastanti graniti silicei.

## Conservazione
La IUCN Red List classifica C. cairnsiana come specie vulnerabile.

La specie è inserita nella Appendice II della Convention on International Trade of Endangered Species (CITES)